# Tillandsia appenii
Tillandsia appenii là một loài thực vật có hoa trong họ Bromeliaceae. Loài này được (Rauh) J.R.Grant mô tả khoa học đầu tiên năm 2004.